# Slatina (ort i Tjeckien, Pardubice, lat 49,98, long 16,16)
Slatina är en ort i Tjeckien.   Den ligger i regionen Pardubice, i den centrala delen av landet, 120 km öster om huvudstaden Prag. Slatina ligger 264 meter över havet och antalet invånare är 380.
Terrängen runt Slatina är huvudsakligen platt, men söderut är den kuperad. Slatina ligger nere i en dal. Runt Slatina är det ganska tätbefolkat, med 54 invånare per kvadratkilometer. Närmaste större samhälle är Vysoké Mýto, 2,8 km söder om Slatina. Omgivningarna runt Slatina är en mosaik av jordbruksmark och naturlig växtlighet.